# Биси (Шер)
Биси (фр. Bussy) насеље је и општина у централној Француској у региону Центар (регион), у департману Шер која припада префектури Сент Аман Монрон.
По подацима из 2011. године у општини је живело 365 становника, а густина насељености је износила 13,68 становника/km². Општина се простире на површини од 26,69 km². Налази се на средњој надморској висини од 178 метара (максималној 201 m, а минималној 160 m).

## Демографија
| 1962. | 1968. | 1975. | 1982. | 1990. | 1999. | 2011. |
| ----- | ----- | ----- | ----- | ----- | ----- | ----- |
| 541   | 606   | 508   | 453   | 436   | 366   | 365   |

График промене броја становника у току последњих година